# Museo del papel de Pescia
El Museo del Papel de Pescia (en italiano: Museo della Carta di Pescia) es el único museo en Toscana que documenta, protege y tramanda la arte del papel a mano. Fundado en el 1996 de la Asociación Museo del Papel de Pescia Onlus, tiene la propia sede operativa en la settecentesca Cartiera Le Carte, adquirida en el 2003 de la Asociación misma. En el año 2021 el museo ha sido reconocido Museo de relevancia regional de la Región Toscana e insertado en el Sistema museale nacional.

## Descripción
El museo conserva aproximadamente 7.000 piezas entre formas filigranate de papel, ceras de filigrana, punzoni, teli metallici y timbres y 600 metros lineales de documentos relativos a las Antiguas cartiere Magnani de Pescia que constituyen el Archivo histórico Magnani.

## Edificio

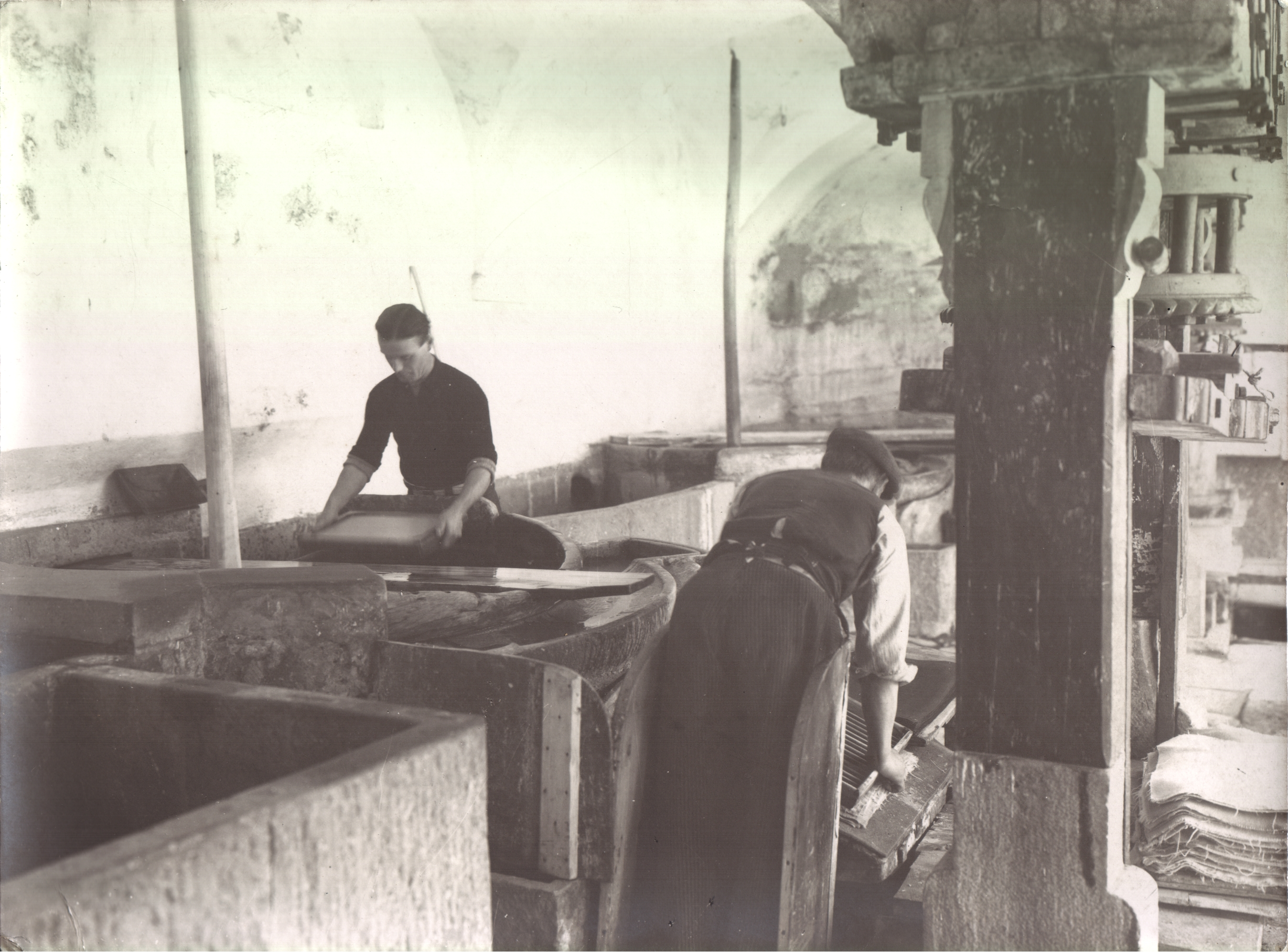
Sala de los tini. Primas décadas siglo XX

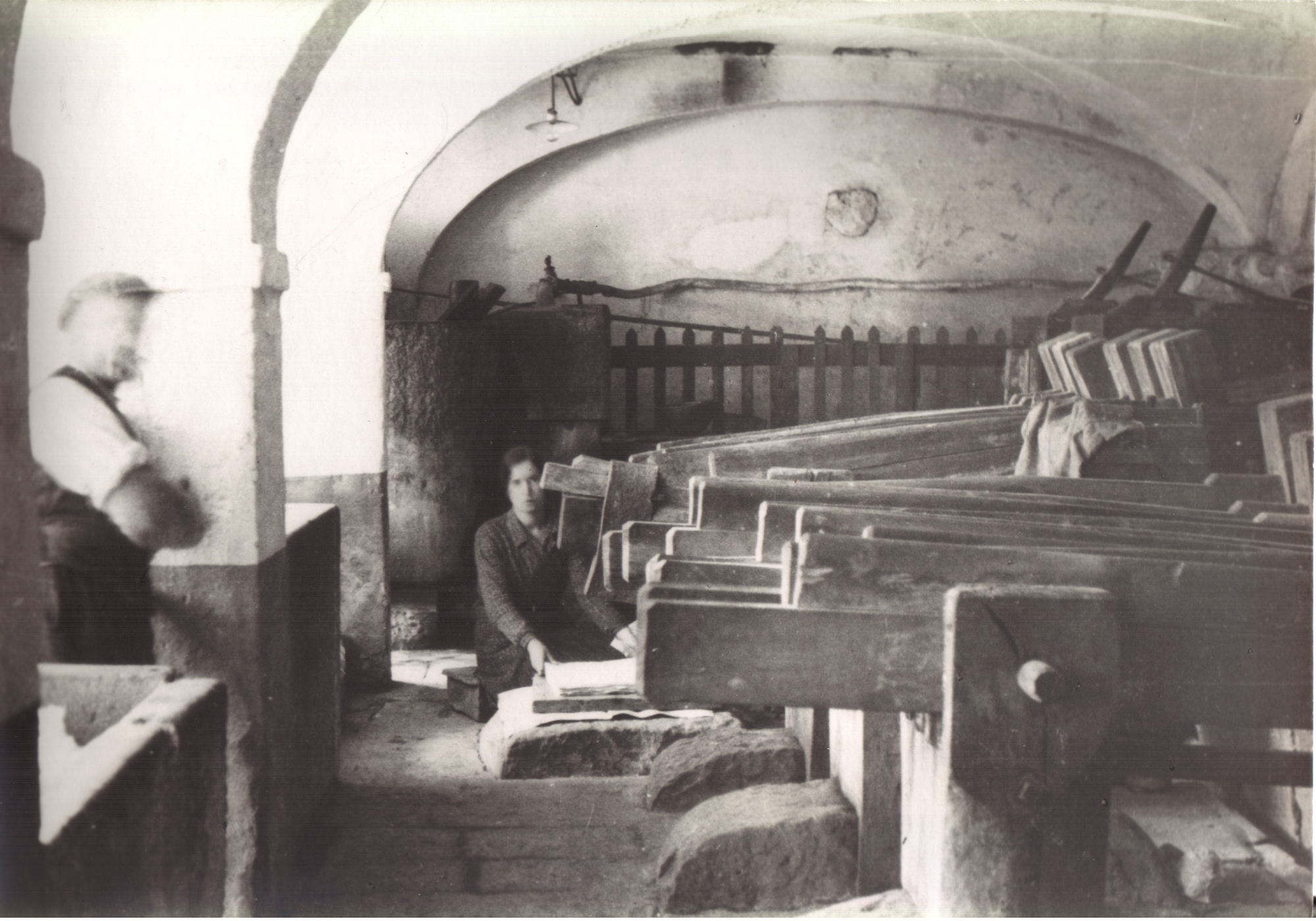
Sala de las pilas y del maglio. Empiezo siglo XX

El antiguo opificio de papel, denominado La Carta, es uno de los monumentos más relevantes de arqueología industrial presentes sobre el territorio. Es representativo del típico modelo de desarrollo de la manufactura cartaria genovesa–toscana en los siglos del medioevo y de Edad Moderna, sea en cuanto a la colocación, casi al centro del “distrito cartario” del arroyo Pescia, sea para los cánones arquitectónicos, sea para los antiguos equipamientos que todavía conserva.
Construido en el 1712, estuvo ampliado en el 1725 de la familia Ansaldi que luego en el 1825 lo cedió a Agostino Calamari. En el 1860 estuvo adquirido luego de la familia Magnani y ha continuado a producir papel hecho a mano refinado al 1992.

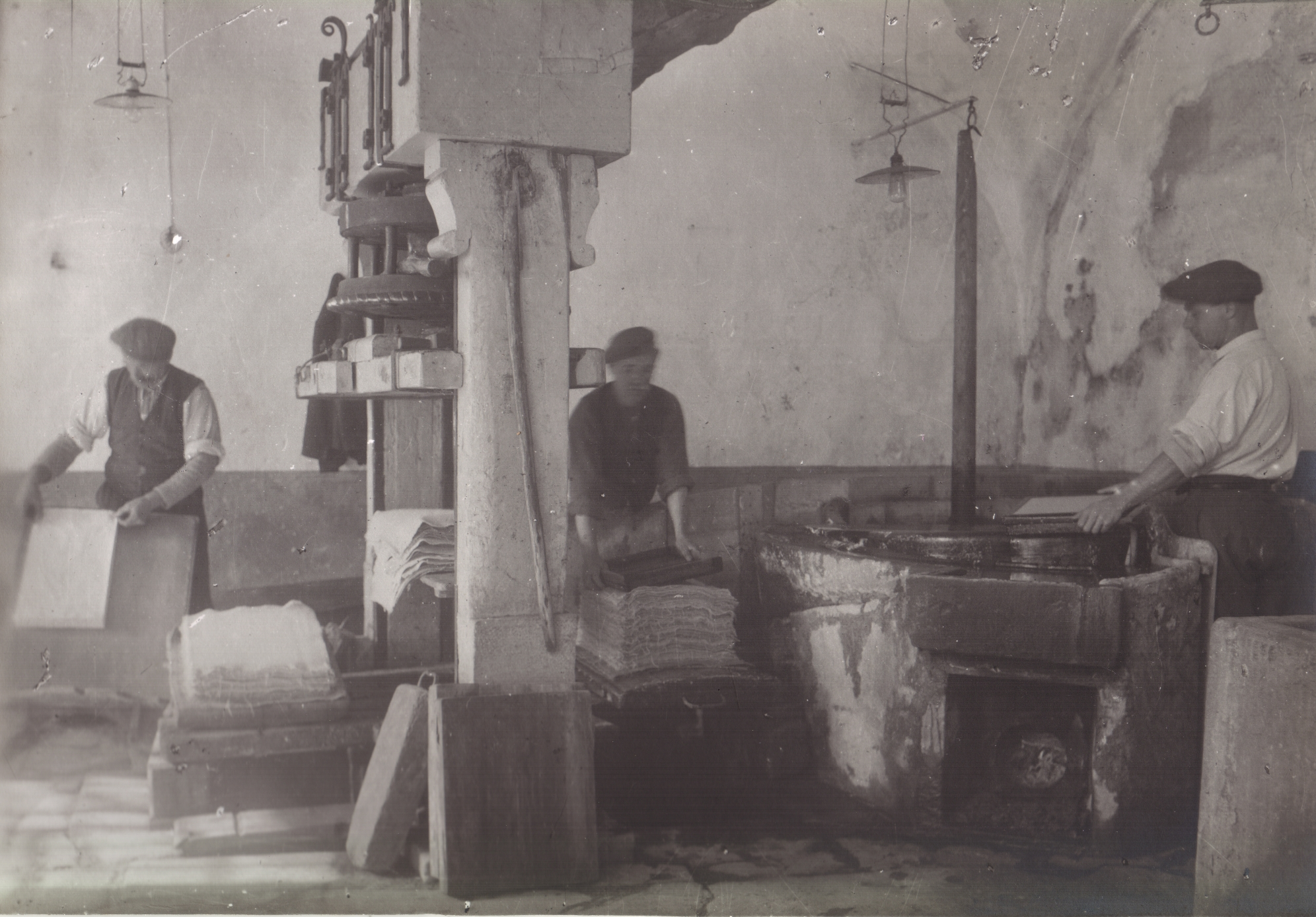
Sala de los tini. Primas décadas siglo XX

### Reestucturación
Después de la adquisición del edificio, la Asociación Museo del Papel de Pescia Onlus ha iniciado un proyecto de reestructuración de los espacios para salvaguardar los aspectos históricos y para consentir la funcionalidad del museo. Los trabajos prevén la sudivisión de la edificio en tres áreas:
- el ala oeste, cuyo restauro está acabado ya, hospeda el Archivo histórico Magnani;
- el ala central hospedará el museo con todas las maquinarias empleados en la terminación y en la producción del papel y los aproximadamente 7000 piezas que componen las colecciones;
- el ala este acogerá la entrada del museo, la taquilla, la tienda y las oficinas.

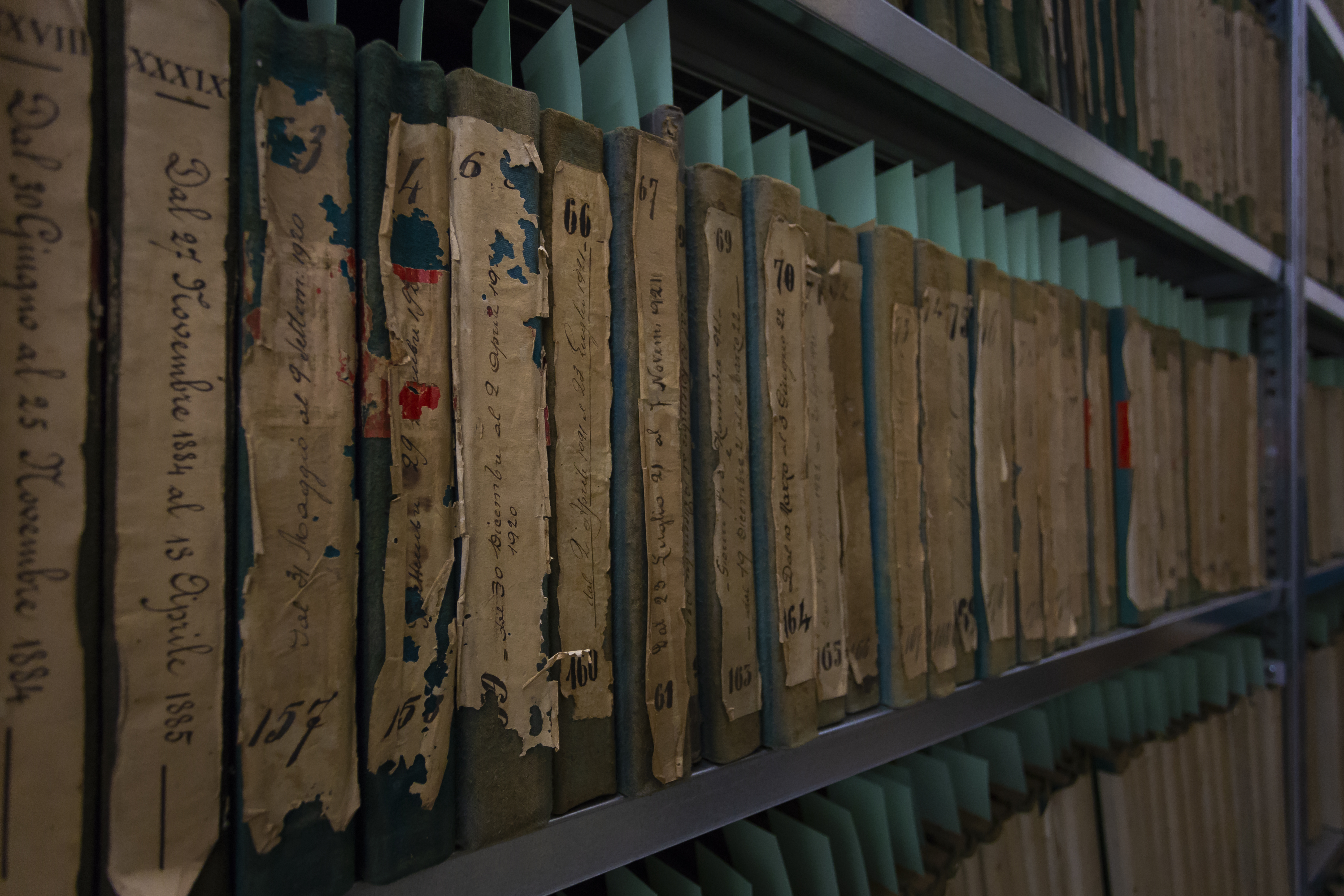
Archivo histórico Magnani

## Archivo histórico Magnani
El  archivo ha sido colocado en el 2016 en la primera ala restaurada del edificio. Hospeda los documentos históricos de la empresa Magnani entre el XVIII siglo y los primeros años del XXI; entre de estos los documentos del personal, los registros empresariales, los escritos y los papeles de Carlos Magnani. A través esta documentación ha estado posible reconstruir la actividad histórica de la cartiera y los vínculos empresariales de la empresa Magnani con otras industrias en Italia y en el extranjero. El archivo es de momento (2021) en fase de ordinamento.

## Empresa social Magnani
En el 2018 el Museo ha dado vida a la Empresa social Magnani Pescia srl que, después de un pasaje intergenerazionale de competencias, ha retomado la fabricación de papel estrictamente hecho a mano filigranata a marca Enrico Magnani Pescia.

## Otros proyectos
- Wikimedia Commons contiene immagini o altri file su Museo della Carta di Pescia